# Appendicula lamprophylla
Appendicula lamprophylla är en orkidéart som beskrevs av Rudolf Schlechter. Appendicula lamprophylla ingår i släktet Appendicula och familjen orkidéer. Inga underarter finns listade i Catalogue of Life.